# Fidel Castro

Fidel Castro (1959)

Fidel Alejandro Castro Ruz [fiˈðel ˈkastɾo ˈrus ( audio)] (* 13. August 1926/1927 in Birán bei Mayarí, Provinz Oriente; † 25. November 2016 in Havanna) war ein kubanischer Revolutionär, kommunistischer Politiker, marxistischer Theoretiker und diktatorisch regierender Regierungschef bzw. Staatspräsident Kubas sowie erster Sekretär des Zentralkomitees der Kommunistischen Partei Kubas.
Castro war mit der Bewegung des 26. Juli (M-26-7) die treibende Kraft der kubanischen Revolution, die am Jahresende 1958 zum Sturz des Diktators Fulgencio Batista führte.
Als Staats- und Regierungschef Kubas prägte er 49 Jahre lang die Entwicklung seines Landes. Politisch war Castros Rolle umstritten: Von den einen war er wegen der Durchsetzung eines Einparteiensystems und als Verantwortlicher für diverse Menschenrechtsverletzungen gehasst und gefürchtet, von den anderen verehrt und bewundert als Revolutionär und Befreier Kubas.
Als sozial- und kulturpolitische Leistungen werden vor allem Castros Kampf gegen die verbreitete Armut und den Analphabetismus im Land hervorgehoben, so etwa die Einführung eines unentgeltlichen schulischen Bildungs- und medizinischen Grundversorgungssystems für die gesamte Bevölkerung.
Als Protagonist einer antiimperialistischen Weltanschauung auf marxistischer Grundlage unterstützte Castro außenpolitisch – auch militärisch – diverse antikoloniale und nationale Befreiungsbewegungen der so genannten Dritten Welt in Unabhängigkeitskämpfen gegen die herrschenden Kolonialmächte.
Nach dem ab 1960 bestehenden Embargo der Vereinigten Staaten gegen Kuba war Castro auf die wirtschaftliche Unterstützung der Sowjetunion angewiesen. Mit der Stationierung sowjetischer Kernwaffen auf Kuba im Jahr 1962 und der damit folgenden Kubakrise geriet Castro in den Fokus der Blockkonfrontation des Kalten Krieges. Gleichwohl versuchte er trotz der Verbindung zur UdSSR diese Konfrontation zu überwinden. Kuba schloss sich unter seiner Regierung der Bewegung der Blockfreien Staaten an. Fidel Castro selbst war von 1979 bis 1983 sowie von 2006 bis 2008 Vorsitzender der Blockfreien Staaten.

## Leben

### Jugend und Familie
Fidel Castro wurde am 13. August 1926 oder 1927 geboren. Er war ein nichteheliches Kind des Zuckerrohrplantagenbesitzers Ángel Castro Argiz und dessen Hausköchin Lina Ruz González. Sein Vater war ein spanischer Immigrant aus dem galicischen Dorf San Pedro de Láncara, der als Soldat der spanischen Kolonialarmee nach Kuba kam. Castros Mutter war die Tochter eines Bauern aus der kubanischen Provinz Pinar del Río, der bei Castros Vater angestellt war. Der Vorname Fidel geht auf einen Freund von Castros Vater, Fidel Pino Santos, zurück. Castro hat neben den Brüdern Raúl und Ramón (1924–2016) noch die Schwestern Ángela María („Angelita“), Enma, Juana („Juanita“) und Agustina sowie zwei Halbgeschwister aus der ersten Ehe seines Vaters (Pedro Emilio und Lidia Castro Argota) und mindestens einen weiteren Halbbruder aus einer außerehelichen Beziehung seines Vaters.
Das erste offizielle Dokument ist eine Taufurkunde aus dem Jahr 1935, die auf den Namen „Fidel Hipólito Ruz González“ ausgestellt ist. Er trägt dort beide Nachnamen der Mutter, da er als nichteheliches Kind ausgewiesen wird. Nach der Scheidung seines Vaters 1941 ließ dieser eine neue Taufbescheinigung für Fidel ausstellen, sie lautete nun auf den Namen „Fidel Ángel Castro Ruz“; das Geburtsdatum soll gegen Bestechung auf den 13. August 1926 vordatiert worden sein, damit Fidel das Jesuitenkolleg in Havanna besuchen konnte, wofür er eigentlich noch zu jung gewesen wäre. Das letzte Taufzeugnis wurde dann im Dezember 1943 nach der Heirat seines Vaters mit Mutter Lina auf den endgültigen Namen „Fidel Alejandro Castro Ruz“ ausgestellt.

Castro am 1. Mai 2005

Castro wurde von seiner Mutter katholisch erzogen. Trotz des Reichtums der Familie (sein Vater Ángel hatte ein Hotel, eine Telegrafenstation, eine Metzgerei und eine Bäckerei, mehrere Handwerksbetriebe sowie eine kleine Schule eingerichtet) kam er häufig mit der armen Landbevölkerung in Kontakt. Er besuchte erst eine kleine Dorfschule in Mayarí, später kam er auf das von den Marianern geleitete Colegio La Salle in Santiago de Cuba. Er wohnte bei der Familie des haitianischen Konsuls Luis Hibbert, einem Geschäftspartner des Vaters. Als uneheliches und (zunächst) nicht getauftes Kind wurde Fidel von seinen Mitschülern oft gehänselt. Die Taufe erfolgte erst im Januar 1935 auf den Namen Fidel Hipólito Ruz González. Der zweite Vorname Hipólito stammt von seinem Paten, Luis Hipólito Alcides Hibbert. Der Nachname seines Vaters tauchte in der Taufurkunde nicht auf, da dieser seine Kinder mit Lina Ruz erst nach der Scheidung von seiner ersten Ehefrau und seiner anschließenden Heirat mit Lina im April 1943 formal anerkannte. 1943 erhielt Fidel dann seinen endgültigen Namen Fidel Alejandro Castro Ruz. Vom Colegio La Salle wechselte er auf die jesuitische Schule Colegio Dolores in Santiago und später auf das ebenfalls jesuitisch geführte Colegio Belén in Havanna. Auch seine Geschwister wurden auf katholischen Schulen erzogen.
Im Gegensatz zur ausgeprägten katholischen Familientradition wandte sich Castro nach seinem Aufstieg zum Regierungschef zunehmend gegen die Kirche, deren Einfluss auf die kubanische Gesellschaft er auf vielfältige Weise zurückdrängte. 1960–1961 kam es wegen der schrittweisen Hinwendung der Revolutionsregierung zum Kommunismus dann zum offenen Konflikt: Castro lehnte die Religion analog der von ihm nun offen vertretenen marxistisch-leninistischen Ideologie schließlich komplett ab und ließ ihre Vertreter und Anhänger verfolgen und ausgrenzen sowie kirchliches Eigentum größtenteils verstaatlichen. Entgegen den seit 1962 oft wiederholten Berichten wurde Castro jedoch niemals explizit exkommuniziert. Der von Papst Pius XII. 1949 in einem Dekret verfügte automatische Kirchenausschluss für erklärte Kommunisten wurde von Papst Johannes XXIII. nicht vollzogen. Castro selbst bezeichnete sich als Atheist, berief sich aber hin und wieder auf die Bibel und das Christentum. Ein hohes Regierungsmitglied charakterisierte ihn folgendermaßen: „Fidel ist als erstes Revolutionär, als zweites Jesuit und erst dann Marxist.“ 1996 erhielt Castro eine viel beachtete Privataudienz bei Papst Johannes Paul II., den er 1998 zu einem offiziellen Besuch in Kuba empfing. Aus Anlass eines Treffens mit Papst Benedikt XVI. während dessen Kuba-Besuchs im März 2012 ließ er verlauten, dass er schon seit den 1960er Jahren der Meinung sei, dass Marxisten und Kirche zusammenarbeiten müssten. Später sah er sich verstärkt als Globalisierungskritiker und Sprecher für die Interessen der Dritten Welt.
Sein ältester Sohn Fidel Castro Díaz-Balart (1949–2018), genannt Fidelito (Kleiner Fidel), der aus der Ehe mit seiner ersten Frau Mirta Díaz-Balart Gutiérrez stammte, war promovierter Atomphysiker und bekleidete verschiedene öffentliche Funktionen im Wissenschaftsbereich. Nach der Entlassung aus dem Gefängnis 1955 hatte Fidel drei Kinder mit drei Frauen: Ergebnis der Liaison mit Natalia „Naty“ Revuelta ist die uneheliche Tochter Alina Fernández Revuelta (* 1956), die 1993 über Spanien in die USA floh und als eine der schärfsten Kritikerinnen ihres Vaters gilt. Aus einer Beziehung mit María Laborde stammt Sohn Jorge Ángel (* 1956). Mit Micaela Cardoso zeugte er Tochter Francisca „Panchita“ Pupo, die ebenfalls 1956 zur Welt kam.
Die erste Ehe wurde 1955 wegen Castros Untreue geschieden. Aus der zweiten Ehe mit Dalia Soto del Valle Jorge gingen fünf Söhne hervor, von denen allein Antonio Castro Soto del Valle als langjähriger Vizepräsident des kubanischen Baseball-Verbandes und dritter Vizepräsident des Baseball-Weltverbands in der Öffentlichkeit steht.

### Studium und erste politische Betätigung
Schon in seiner Schulzeit interessierte sich Castro für Sport, vor allem Baseball. Entgegen einer lange Zeit verbreiteten Legende hat er jedoch niemals einen amerikanischen Profivertrag angeboten bekommen. Er spielte Baseball für seine Universität und zeigte Zeit seines Lebens großes Interesse an diesem Sport. 1945 begann er an der Universität von Havanna ein Jura-Studium und fiel durch politisches Engagement auf. Castro gehörte dort zu einer Gruppe von Studenten, die als Los muchachos de gatillo alegre (etwa: Jungs, die fröhlich am Drücker/Abzug sind) bekannt waren. Er wurde Delegierter der Vereinigung der Jurastudenten, gründete einen Studentenausschuss gegen Rassendiskriminierung und schloss sich 1947 der Orthodoxen Partei von Eduardo Chibás an, die gegen die korrupte Regierung von Carlos Prío und für eine an den nationalen Interessen orientierte Wirtschaftspolitik eintrat.
In seiner ersten militanten Aktion beteiligte er sich 1947 am Versuch der Karibischen Legion, mit 3.000 Mann den Diktator der Dominikanischen Republik, Rafael Trujillo, zu stürzen. Das Vorhaben scheiterte, die Expeditionsschiffe wurden von kubanischen Kriegsschiffen abgefangen. 1948 heiratete er Mirta Díaz-Balart, eine Philosophiestudentin aus einer ebenfalls wohlhabenden kubanischen Familie und die Schwester seines damaligen Freundes Rafael Díaz-Balart (der spätere Diktator Batista soll ein Hochzeitsgeschenk geschickt haben). 1949 wurde sein erster Sohn, Fidelito, geboren. Die Ehe wurde 1955 auf Castros Wunsch hin wieder geschieden. Während der kubanischen Revolution wurde die Guerillera Celia Sánchez (1920–1980) seine Lebensgefährtin.
Im Jahr 1950 erwarb Castro einen Doktorgrad in Zivilrecht und ein Lizenziat in Diplomatenrecht. Er eröffnete in Havanna eine Rechtsanwaltskanzlei, die er bis 1953 führte. Mit seinem Beruf war er jedoch weder zufrieden noch erfolgreich. Sein Interesse galt der Politik, und im Juni 1952 wollte er mit der Orthodoxen Partei bei den Parlamentswahlen antreten. Der Staatsstreich vom 10. März, angeführt von General Fulgencio Batista, führte zwar zur Absetzung der Regierung Carlos Prío, durchkreuzte aber Castros Pläne: Die Wahlen wurden abgesagt, und Castro verklagte daraufhin Batista wegen Verfassungsbruchs, doch die Klage wurde vom Obersten Gerichtshof abgewiesen. Er veröffentlichte dann einen Artikel in Son Los Mismos (einer kleinen studentischen Untergrundzeitung, später als El Acusador bekannt), in dem er Batistas Militärputsch verurteilte.

### Angriff auf die Moncada-Kaserne

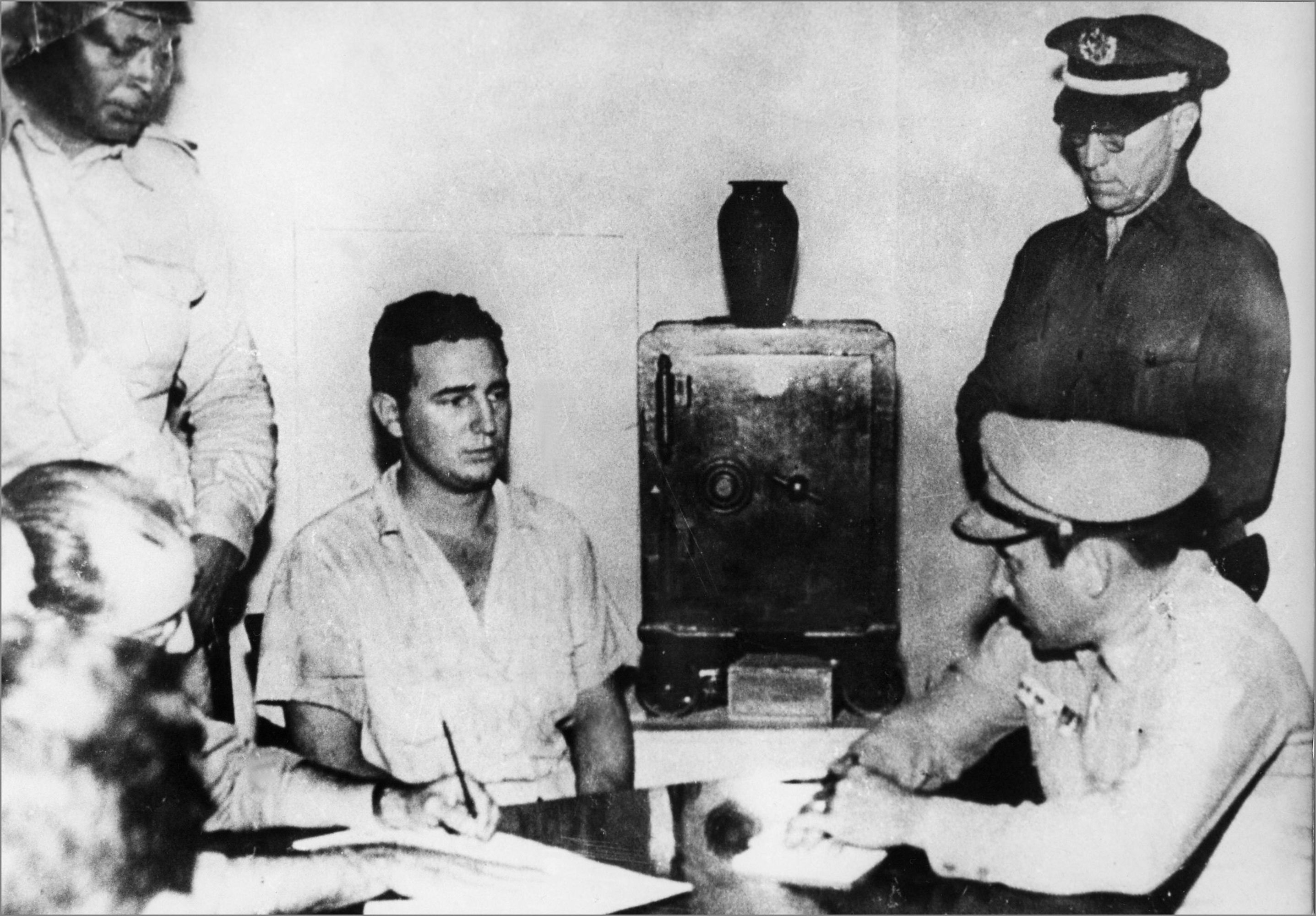
Nach seiner Festnahme im Juli 1953

Nach der gescheiterten Klage gegen Batista erklärte Castro, dass nach Ausschöpfung aller legalen Mittel nun das in der Verfassung von 1940 verankerte Widerstandsrecht in Kraft getreten sei. Er begann damit, einen Angriff auf die Moncada-Kaserne in Santiago de Cuba und die Kaserne Carlos Manuel de Céspedes in Bayamo vorzubereiten, um einen Volksaufstand im Osten Kubas auszulösen und das Batista-Regime zu stürzen.
Am 26. Juli 1953 versammelte Castro rund 160 Mitstreiter um sich, um die Kasernen zu stürmen. 40 Mann waren für die Kaserne in Bayamo bestimmt, die restlichen 120, darunter auch Fidel und zwei Frauen, sollten sich mit mehr als 1.500 Mann Besatzung um die Moncada-Kaserne kümmern. Fünf Studenten lehnten kurz vor der geplanten Aktion den Einsatz ab, so dass Fidels Gruppe nur noch 115 Personen zählte. Er rechnete damit, dass die Truppen wegen der Karnevalsfeiern müde sein würden. Der miserabel vorbereitete Versuch, bei dem acht Angreifer und 13 Soldaten getötet wurden, scheiterte. Blutige, teilweise in aller Öffentlichkeit durchgeführte Racheaktionen von Militär und Geheimpolizei machten die Aktion jedoch landesweit bekannt. Der Erzbischof von Santiago Enrique Pérez Serantes, ein Freund der Castro-Familie, forderte das sofortige Ende der mörderischen Aktionen. Womöglich rettete dieser öffentliche Meinungsumschwung Castro das Leben; denn als er wenige Tage später von einer Militärpatrouille aufgespürt wurde, verhinderte der anführende Feldwebel eine Lynchaktion seiner Soldaten. Castro wurde festgenommen und der Justiz überstellt.
Am 16. Oktober 1953 fand in Santiago de Cuba die Gerichtsverhandlung statt. In seiner Verteidigungsrede sprach Castro den berühmt gewordenen Satz: „Die Geschichte wird mich freisprechen!“ („La historia me absolverá!“). Er wurde zu 15 Jahren Zuchthaus auf der Isla de Pinos verurteilt. Unter liberalen Haftbedingungen – sein Schwager Rafael Díaz-Balart war inzwischen stellvertretender Innenminister – hielt er weiterhin Kontakt zu seinen politischen Freunden und seiner Familie und bildete sich zusammen mit seinen Mitgefangenen politisch weiter. Die als politische Gefangene privilegierten Moncada-Kämpfer hatten u. a. freien Zugang zu Literatur aller Art. Am 15. Mai 1955 kam Castro im Rahmen einer Generalamnestie nach weniger als zwei Jahren frei.

Flagge der Bewegung des 26. Juli

Castro verließ im März 1955 die Orthodoxe Partei und gründete mit seinen Gefährten auf Kuba am 12. Juni 1955 die Bewegung des 26. Juli. Deren Strategie war der bewaffnete Kampf mit kleinen geheimen Zellen im Untergrund, die über das ganze Land verstreut waren.

### Exil und Vertreibung Batistas
Da auf Kuba eine militärische Ausbildung und Vorbereitung nicht möglich war, ging eine Gruppe von 82 Kämpfern am 7. Juli 1955 nach Mexiko ins Exil. Unter der Leitung des ehemaligen spanischen Offiziers Alberto Bayo, der im Spanischen Bürgerkrieg auf Seiten der Republik gegen Francisco Franco gekämpft hatte, begann die militärische Ausbildung der Guerilleros. Dort traf Castro auch auf den Argentinier Ernesto Guevara, später von allen Che genannt.
Am 25. November 1956 brach Castro zusammen mit seinem Bruder Raúl, Che Guevara, Camilo Cienfuegos und weiteren 78 Revolutionären von Tuxpan (Mexiko) mit der Yacht Granma nach Kuba auf, wo sie am 2. Dezember ankamen. Als Comandante en Jefe (Befehlshabender Kommandant) führte er die Rebellenarmee in der Sierra Maestra an.
Nach über zwei Jahren Guerillakampf gegen die zahlenmäßig weit überlegene Armee flüchtete Batista am 1. Januar 1959 schließlich aus Kuba. Die Gewerkschaften und auch bürgerliche Demokraten hatten sich gegen den Diktator gestellt, die USA hatten nach einem Massaker an Oppositionellen ein Waffenembargo verhängt und verweigerten militärischen Beistand. Gleichwohl engagierte sich die CIA bis zum Untergang des Batista-Regimes gegen Revolutionsbefürworter und für das alte Regime, vor allem in Havanna.
Nach dem Sieg wurde Castro, der noch vor der Revolution behauptet hatte, er wolle keine Macht für sich persönlich, sondern nach dem Sturz des alten Regimes sich ins Privatleben zurückziehen, de facto der neue Regierungschef Kubas, indem er in öffentlichen Massenversammlungen und Fernsehansprachen die Politik der Revolutionsführung vorgab. Am 16. Februar 1959 übernahm er auch formal das Amt des Ministerpräsidenten, nachdem der erst fünf Wochen zuvor von ihm eingesetzte José Miró Cardona zu seinen Gunsten zurückgetreten war, und übergab den Oberbefehl über die Streitkräfte an seinen Bruder Raúl.

### Castros Rolle beim Aufbau des neuen Kuba

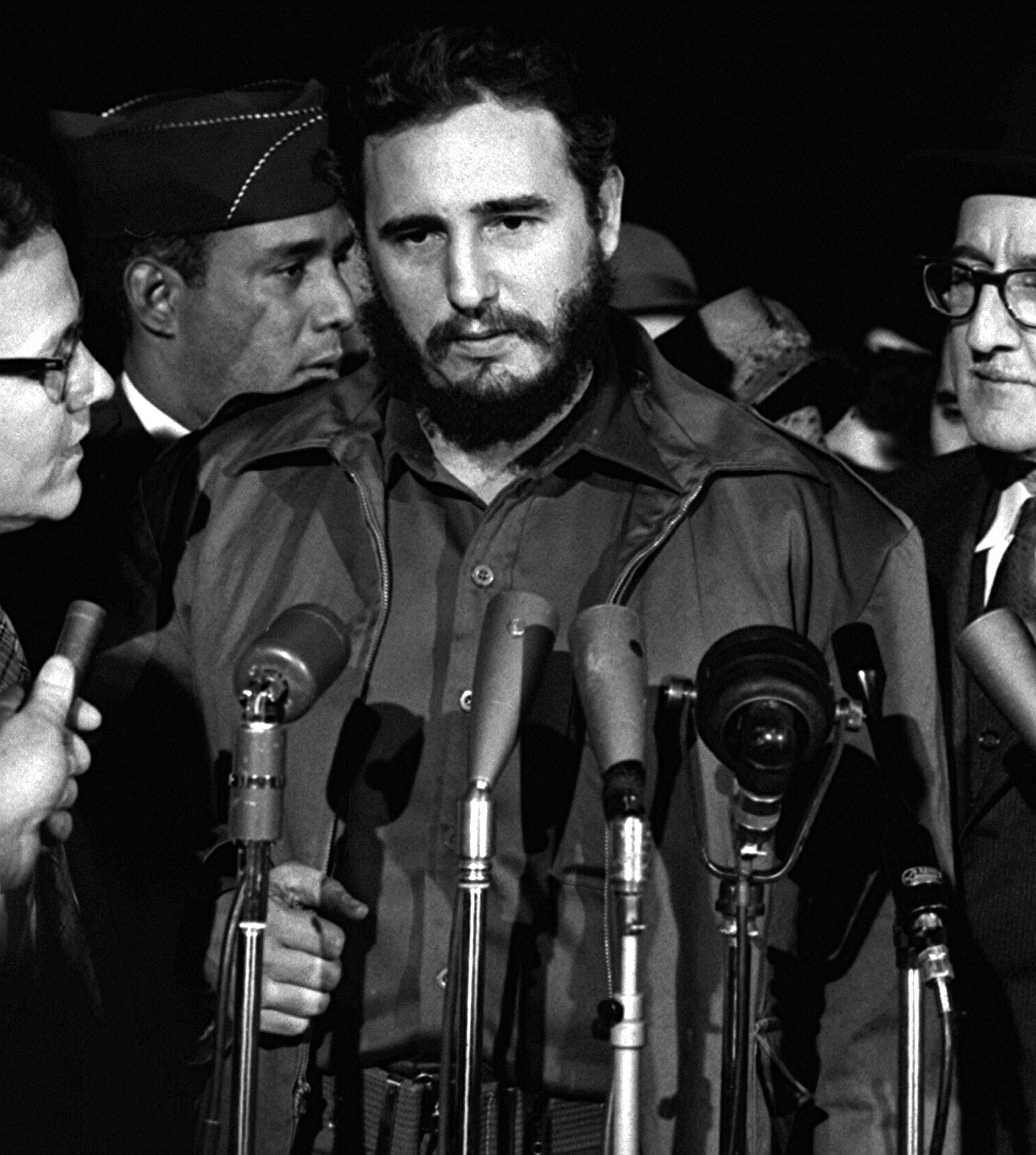
Castro im Jahr 1959 in Washington, D.C.

Castro war noch für einige Zeit das Bindeglied zwischen linksradikalen Revolutionären und den Anhängern bürgerlich-liberaler Überzeugungen innerhalb seiner Anti-Batista-Bewegung, die er allerdings im Laufe des Jahres 1959 (darunter Manuel Urrutia, Huber Matos, Manuel Ray) und in der ersten Jahreshälfte 1960 (Rufo López Fresquet, Enrique Oltuski, Marcelo Fernández Font u. a.) von einflussreichen Regierungsämtern entfernte und durch prokommunistische Gefolgsleute ersetzte, während sein Bruder Raúl und Che Guevara die Aufnahme von Beziehungen zu den sozialistischen Ländern forcierten. Seit Januar 1959 hatten die Brüder Castro und Guevara in geheimen Verhandlungen mit der Führung der moskautreuen Kommunistischen Partei (PSP) an Castros Wohnsitz in Cojímar sich auf ein gemeinsames Vorgehen verständigt. Erst nach einem persönlichen Treffen mit Nikita Chruschtschow am Rande der UN-Vollversammlung 1960 begann Castro allmählich, sich auch öffentlich positiv zur Sowjetunion zu äußern. In Anwesenheit von Ehrengästen aus kommunistischen Ländern erklärte er in seiner weichenstellenden Rede zum 1. Mai 1960 erstmals, dass er im Gegensatz zu seinen vor der Revolution wiederholten Versprechungen keine freien Wahlen abzuhalten gedenke.
Während Castro, Guevara und andere auf die besondere Rolle Kubas in der revolutionären und sozialistischen Bewegung und unter den nichtpaktgebundenen Staaten Wert legten, wollten die Altkommunisten um Blas Roca und Aníbal Escalante die neue Partei und Kuba auf die führende Rolle der Sowjetunion (UdSSR) einschwören. Doch Castro setzte sich nach einem Machtkampf im Frühjahr 1962 durch.
In der Kubakrise im Oktober 1962 forderte er von Chruschtschow – vergebens – einen atomaren Erstschlag auf US-amerikanisches Territorium für den Fall einer US-Invasion in Kuba. Dass sein Land in einem nuklearen Krieg zerstört worden wäre, wollte er in Kauf nehmen, da das kubanische Volk bereit gewesen wäre, seine revolutionären „Pflichten gegenüber dem Vaterland und der Menschheit zu erfüllen“, wie er an Chruschtschow schrieb. Er war verärgert darüber, dass der Abzug der sowjetischen Raketen zur Beendigung der Krise mit ihm nicht abgesprochen worden war. Wütend wegen Chruschtschows Einlenken ließ Castro im ganzen Land antisowjetische Demonstrationen durchführen.
Die Spannungen in den Beziehungen zur UdSSR verschärften sich nach dem Sturz Chruschtschows 1964 u. a. wegen Che Guevaras Sympathien für den Maoismus und nach einem mit Moskau abgesprochenen Versuch von Escalante, Castro zu stürzen (Ende 1967). Auf einer Kundgebung spielte Castro die betreffenden Abhörbänder vor; Escalante und seine Anhänger wurden im Januar 1968 verhaftet. Eine neue Phase der engen Anlehnung an das sowjetische Vorbild setzte bereits wenige Monate später ein, als Castro seine Unterstützung für die Niederschlagung des Prager Frühlings erklärte, die ihn unter linken Intellektuellen damals international viele Sympathien kostete. Die von Castro in den 1970er Jahren vorangetriebene Institutionalisierung des Revolutionsstaates (I. Parteitag, Verfassung, Nationalversammlung) folgte klar dem Muster der sowjetisch dominierten Ostblockstaaten.

### Internationalismus

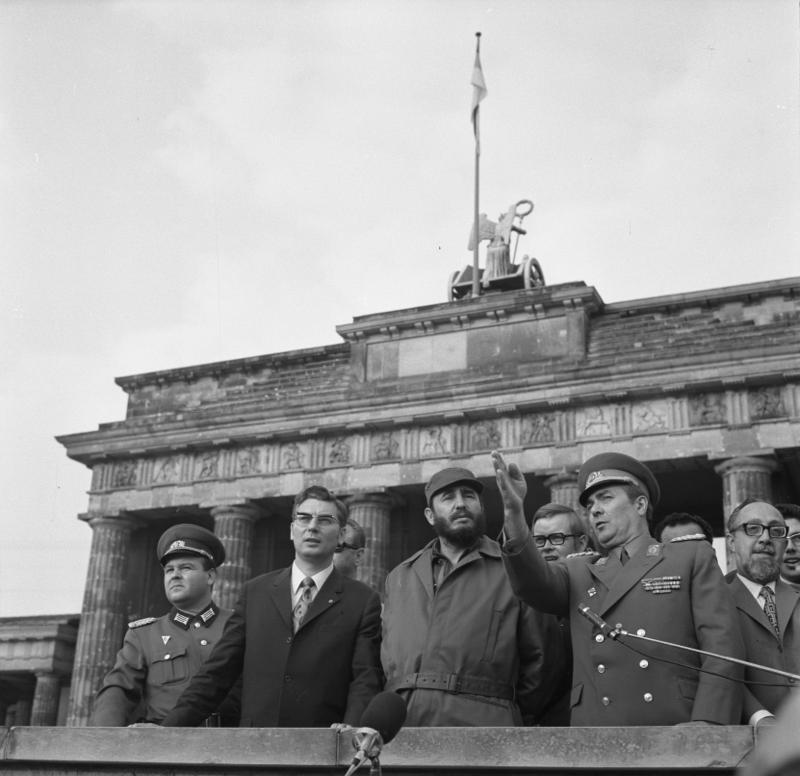
Castros Besuch in der DDR im Juni 1972, Brandenburger Tor

Unter Castro verfolgte Kuba eine Politik des Internationalismus. Er entsandte, gewissermaßen als Gegenleistung für die umfangreiche Entwicklungshilfe der Sowjetunion, in enger Anlehnung an die Außenpolitik des Ostblocks, Truppen zur Unterstützung kommunistischer Regimes. Die Regierung unterstützte beispielsweise die Sandinisten in Nicaragua, die gegen von den USA unterstützte, rechtsgerichtete Contra-Gruppen kämpften.
Darüber hinaus verfolgte Kuba ein dauerhaftes militärisches und geheimdienstliches Engagement in Zentralafrika, besonders in Angola, und auch in Äthiopien. Dort landeten am Vorabend der Unabhängigkeit (1975) kubanische Truppen, um der marxistisch-leninistischen Volksbewegung zur Befreiung Angolas (MPLA) unter Agostinho Neto zur Machtergreifung zu verhelfen und die FNLA und die UNITA zurückzuschlagen (siehe Kubanischer Militäreinsatz in Angola).
Wesentlicher Teil des kubanischen Internationalismus ist die Entsendung von Ärzten, Lehrern, Technikern und Konstrukteuren hauptsächlich in Länder der Dritten Welt. So wurden bisher über 50.000 Ärzte in über 60 Länder geschickt, die dort humanitäre Hilfe leisten und Devisen für Kuba erwirtschaften, nach Schätzungen des Sozialwissenschaftlers Omar Everleny Pérez Villanueva etwa sechs Milliarden US-Dollar pro Jahr. Ein Beispiel dafür ist der Einsatz von kubanischen Ärzten in den Armenvierteln Venezuelas. Beim Projekt „Barrio Adentro“ (dt. etwa: hinein ins Armenviertel) bezogen Ärzte aus Kuba Quartier in den Barrios, um dort eine medizinische Grundversorgung anzubieten und so die bolivarische Revolution zu unterstützen. Als Gegenleistung liefert Venezuela sein Öl an Kuba weit unter Weltmarktpreis.

### Nach 1989
Castro stand Michail Gorbatschows Politik von Glasnost und Perestroika ablehnend gegenüber. Er nahm das mit den Reformen verbundene Risiko eines Auseinanderbrechens des Moskauer Machtbereichs für das eigene politische Überleben sehr ernst und verteidigte die von ihm errichtete marxistisch-leninistische Ordnung des kubanischen Staates gegen die im In- und Ausland vorherrschenden Rufe nach wirtschaftlicher und politischer Öffnung.
Für Kubas Wirtschaft war der Handel mit den Ländern des Rates für gegenseitige Wirtschaftshilfe (RGW) von größter Bedeutung. Als ab 1989 wegen des Systemwechsels in den meisten Mitgliedsländern der RGW ausfiel, stürzte Kuba in eine wirtschaftliche Krise, die Castro zu Wirtschaftsreformen zwang. Dazu zählten die Legalisierung, Dollars zu besitzen, sowie die Zulassung von selbständigen Tätigkeiten und freien Bauernmärkten, begleitet von einer Öffnung des Landes für Touristen und ausländische Investoren. Diese Zeit wird heute Periodo Especial en Tiempo de Paz (Sonderperiode in Friedenszeiten) oder kurz Periodo Especial genannt.

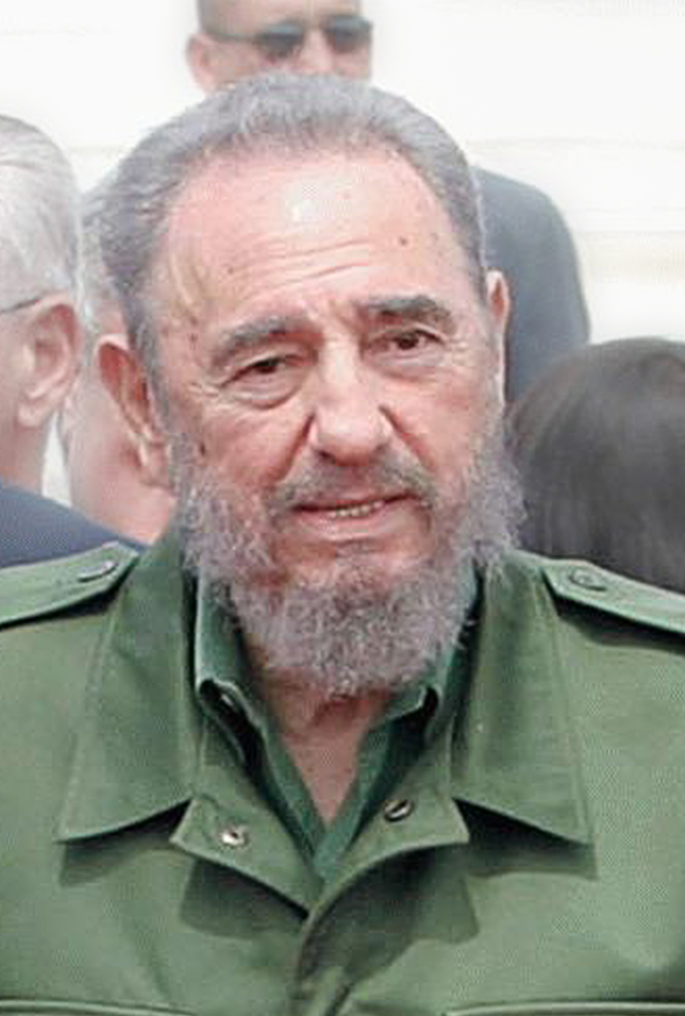
Fidel Castro (2003)

Die Versorgungslage hat sich danach trotz weiterhin bestehender Engpässe etwas gebessert, das politische System im Wesentlichen aber nicht verändert.

### Politische Ämter und schrittweises Abtreten ab 2006
Castro hatte das Amt des Staatspräsidenten, des Staatsratsvorsitzenden sowie des Ministerratsvorsitzenden gleichzeitig inne. Als Präsident hielt er zugleich den Rang eines Comandante en Jefe (Oberkommandierender) der kubanischen Armee. Ferner war er bis 2011 Erster Sekretär der Kommunistischen Partei Kubas.
Am 1. August 2006 gab Fidel Castro wegen einer schweren Erkrankung alle seine Funktionen und Ämter an seinen jüngeren Bruder Raúl ab. Am Vorabend hatte Castros Privatsekretär Carlos Valenciaga einen persönlichen Brief des Präsidenten im Fernsehen verlesen: „[…] aufgrund der Arbeit Tag und Nacht ohne genügend Schlaf kam es zu extremem Stress und in der Folge zu Darmblutungen. Deshalb musste ich mich einem komplizierten chirurgischen Eingriff unterziehen.“
Am 17. Dezember 2007, rund einen Monat vor den Parlamentswahlen, deutete Fidel Castro in einem Brief an, dass er sich von seinen Führungsämtern nun vollständig zurückziehen wolle. Seinen endgültigen Verzicht auf eine erneute Kandidatur als Staatspräsident und Oberkommandierender verkündete er in einer von der Parteizeitung Granma am 19. Februar 2008 veröffentlichten Mitteilung. Am 24. Februar wählte das Parlament seinen Bruder Raúl zu seinem Nachfolger.
Im Vorfeld des VI. Parteikongresses der Kommunistischen Partei im April 2011 sagte Fidel Castro, dass er eigentlich schon seit 2006 den Posten als deren Generalsekretär nicht mehr ausübe. Am 19. April 2011 trat er das Amt offiziell an seinen Bruder ab.
Seit der Einrichtung des Parlaments Asamblea Nacional del Poder Popular im Jahr 1976 war Fidel Castro Abgeordneter für den Wahlbezirk Santiago de Cuba. Zuletzt ließ er sich 2008 für die laufende VII. Legislaturperiode wiederwählen, es war sein letztes offizielles Mandat. Nach über vierjähriger Abwesenheit ließ er im August 2010 eine Sondersitzung einberufen, um die Abgeordneten und die Nation in einer Rede vor den Gefahren eines bevorstehenden internationalen Atomkriegs zu warnen.

### Attentate, Sturzpläne
Seit Castros Amtsantritt gab es zahlreiche Mordanschläge und Pläne zu seinem Sturz; siehe hierzu insbesondere die Operation Mongoose der US-amerikanischen Regierung und der CIA. Fabian Escalante, der ehemalige kubanische Geheimdienstchef, der lange Zeit für Castros Sicherheit zuständig war, will insgesamt 638 Attentate gezählt haben, die meisten davon geplant oder unterstützt von der CIA und ausgeführt von Exilkubanern oder US-amerikanischen Mafiosi. Die CIA selbst gab bisher acht eigene Mordversuche zu. Tatsächlich gab es wohl um die 30 Attentatsversuche, die Castro, auch dank des effizienten Geheimdienstes, unbeschadet überstand. Aufgrund der immensen Zahl an Attentatsversuchen soll Castro nach Angaben der regierungsnahen kubanischen Internetseite Cubadebate ins Guinness-Buch der Rekorde aufgenommen werden als jene Person, der weltweit die meisten Attentatsversuche galten. Im Jahr 2011 war auf der dortigen Online-Repräsentanz nur ein Eintrag als „am längsten dienender Staatsmann der Welt“ zu finden.
Die Palette der eingesetzten Mittel reichte von Gift in Zigarren oder Essen über Haarausfall bewirkende Chemikalien oder LSD bis zu Schusswaffen oder Bomben. Die CIA arbeitete bei den Attentatsplanungen auch mit den beiden Mafia-Größen Sam Giancana und Santo Trafficante zusammen, die zu den meistgesuchten Kriminellen der USA gehörten.
Die von den USA gegen Kuba verhängten Wirtschaftssanktionen waren ebenfalls dem Sturz Fidel Castros gewidmet. Robert Torricelli, Initiator des Torricelli Act, erklärte 1992, das Ziel der Sanktionen sei die Lahmlegung der kubanischen Ökonomie in einem Ausmaß, das innerhalb weniger Wochen zum Sturz des kubanischen Präsidenten führen sollte. US-Außenminister Colin Powell legte am 1. Mai 2004 einen 500-seitigen Bericht der Beratungskommission für ein freies Kuba vor, in dem innerhalb von sechs Monaten unter Mitarbeit des kubanischstämmigen US-Wohnungsbauministers Mel Martínez Maßnahmen für einen schnellen Regimewechsel auf Kuba erarbeitet worden waren.

### Erkrankung und Rückzug aus der aktiven Politik

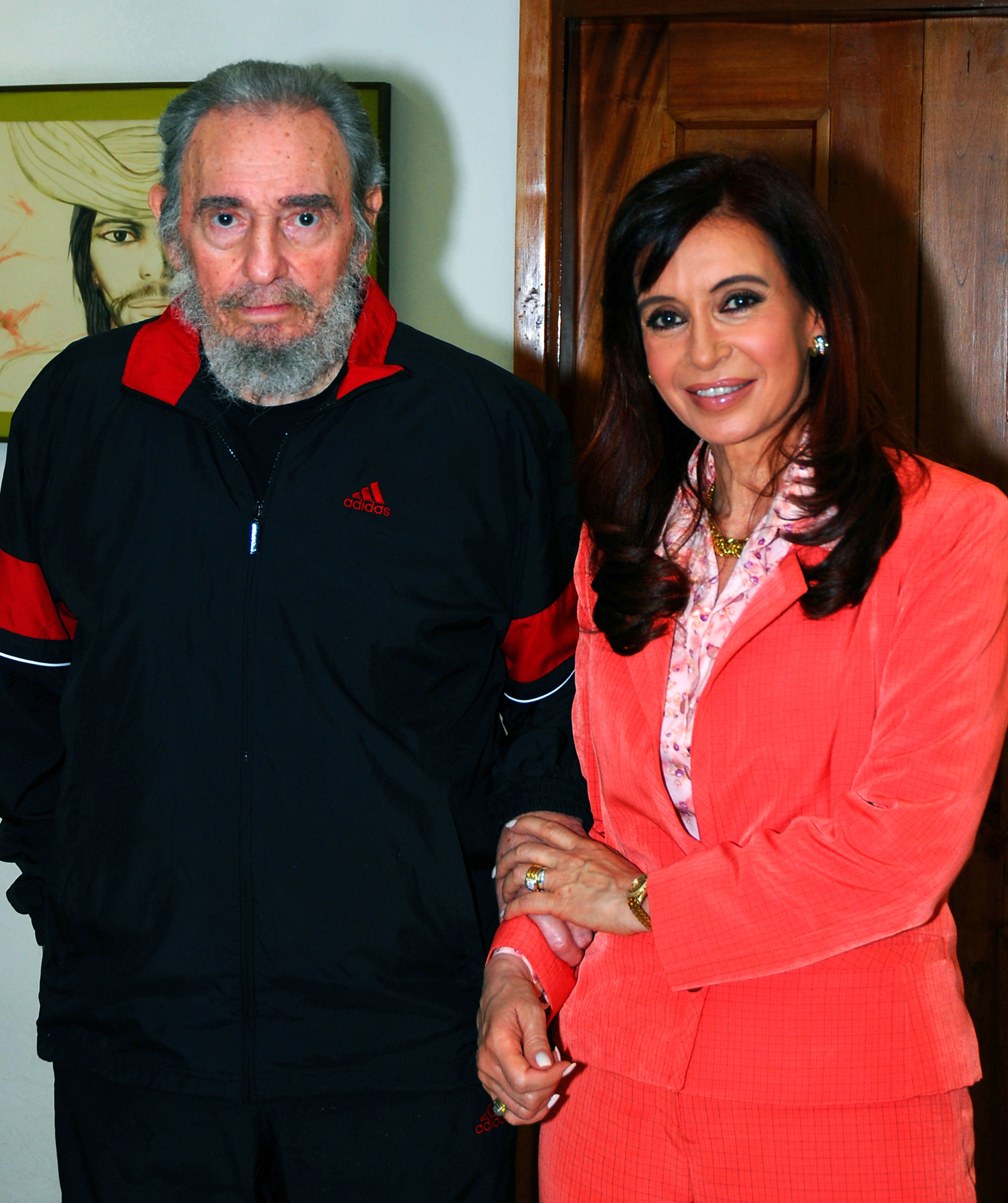
Cristina Fernández de Kirchner besucht den erkrankten Fidel Castro, 21. Januar 2009

Mitte 2006 erlitt Fidel Castro eine Darmblutung und musste sich einer komplizierten Operation unterziehen. Unbestätigten Angaben zufolge wurden dabei Teile seines Darms entfernt. In der Folge trat er zunächst nur „vorläufig“, Anfang 2008 dann endgültig von seinen politischen Ämtern zurück (siehe oben). Er traf sich jedoch noch gelegentlich mit hohen Besuchern, die nach Kuba reisten, zu privaten Gesprächen. Darunter waren bis 2012 mehrere amtierende und ehemalige Staatspräsidenten (u. a. Dmitri Medwedew, Mahmud Ahmadineschad und Jimmy Carter) sowie Papst Benedikt XVI.
Sein politischer Einfluss auf die aktuelle Politik kurz vor seinem Tod ist umstritten. Offiziell beriet er nur seinen Bruder Raúl, den neuen Staatschef. Jedoch meinten Beobachter, dass wirkliche Reformen in Kuba erst nach Fidel Castros Tod verwirklicht werden könnten, da er weiterhin darauf achte, dass sein Weg der Revolution nicht verlassen wird. Zwischen März 2007 und Juni 2012 verfasste Castro zahlreiche Kolumnen unter der Rubrik Überlegungen des Genossen Fidel (bis Februar 2008 Überlegungen des Oberkommandierenden Fidel), die in der Parteizeitung Granma und den meisten anderen Medien des Landes veröffentlicht wurden. Danach wurden die Überlegungen seltener. Jedoch widmete er sich um 2013 scheinbar verstärkt Fragen der Landwirtschaft, um die landeseigene Lebensmittelproduktion zu erhöhen.
Nachdem Fidel Castro seit 1959 insgesamt zehn US-Präsidenten erlebt hatte, erklärte er im Januar 2009, dass er das Ende der Amtszeit des damals neu gewählten Präsidenten Barack Obama, „seines“ nunmehr elften Präsidenten, im Jahre 2013 wahrscheinlich nicht mehr erleben werde. Im Laufe des Jahres wirkte Castro auf den veröffentlichten Fotos jedoch zunehmend gesünder. Ende August 2009 war er seit langer Zeit erstmals wieder im Fernsehen zu sehen, und am 7. Juli 2010 zeigte er sich bei einem Besuch des Nationalen Zentrums für wissenschaftliche Forschung (CNIC) erstmals seit seiner Erkrankung wieder in der Öffentlichkeit, wo er sich zunächst ausschließlich zu außenpolitischen Themen äußerte und unter anderem vor einem Atomkrieg infolge eines US-Angriffs auf den Iran oder des Koreakonflikts warnte. Er betonte auch, dass er inzwischen wieder vollkommen genesen sei.
Seit dieser Zeit waren wieder verstärkt Einmischungen in innenpolitische Themen zu beobachten. Experten sahen darin einen Grund für die schleppenden Reformen seines Bruders Raúl im Amt des Staatsoberhaupts. Castros wahrer Einfluss auf die Politik seines Bruders in seinen letzten Jahren ist jedoch schwer einzuschätzen. Der Historiker Michael Zeuske glaubt, dass Fidels Rücktritt es ihm erlaubte, seinen Mythos nicht zu beschädigen. Die notwendigen und für die Bevölkerung zum Teil schmerzhaften Reformen müsse nicht er, sondern sein Bruder Raúl verantworten. Fidel dagegen wurde zu Lebzeiten bei vielen Kubanern als derjenige angesehen, „bei dem noch alles besser war“.
Am 18. August 2010 lobte Castro in der Parteizeitung Granma den russischen Publizisten Daniel Estulin. Dieser behauptet in von Castro zitierten Exzerpten u. a., die Gründer der Bilderberg-Konferenz hätten Hitler an die Macht gebracht, den Zweiten Weltkrieg finanziert, die NATO gegründet, mit Hilfe der Frankfurter Schule und des Tavistock Institute die Massen durch Rockmusik und Drogen entpolitisiert, den Jom-Kippur-, den Afghanistan- und den Kosovokrieg initiiert, und sie würden den Drogenhandel begünstigen und Flugpassagierdaten ausforschen. In der folgenden Woche besuchte Estulin Castro zu einem öffentlichen Gespräch, in dem sich beide darüber einig zeigten, dass die USA Russland militärisch zerstören wollten und Osama bin Laden ein Agent der CIA gewesen sei.
Im September 2010 hielt Castro vor jeweils mehreren Tausend Zuhörern seine letzten öffentlichen Reden, zunächst auf der Freitreppe der Universität Havanna an kubanische Studenten gerichtet, wenige Wochen später zum 50. Jahrestag des Komitees zur Verteidigung der Revolution vor dem Revolutionsmuseum. Bei einem weiteren Vortrag anlässlich der Vorstellung seines Erinnerungsbands Der strategische Sieg bezeichnete Castro die in Frankreich praktizierte, kontrovers diskutierte Abschiebung von rund 1000 rumänischen Roma in ihr Heimatland als „Rassen-Holocaust“, was von der französischen Regierung heftige Ablehnung erfuhr. Unmittelbar darauf schrieb Castro in seiner Kolumne, Präsident Nicolas Sarkozy sei „offenbar gerade dabei, den Verstand zu verlieren“.
Besonderes Aufsehen erregte Castro im selben Monat durch Äußerungen gegenüber dem US-Journalisten Jeffrey Goldberg, der ihn für ein Interview über mehrere Tage begleitete. So rief er den iranischen Präsidenten Mahmud Ahmadineschad auf, seine antisemitische Ideologie zu beenden und das Existenzrecht Israels anzuerkennen. Des Weiteren meinte er auf die Frage, ob das „kubanische Modell“ immer noch wert sei, exportiert zu werden: „Das kubanische Modell funktioniert selbst bei uns nicht mehr“. Nach der Veröffentlichung relativierte Castro seine Aussagen, er habe sie ironisch gemeint, was die bei dem Gespräch ebenfalls anwesende US-amerikanische Lateinamerikaexpertin Julia Sweig bestritt. Beobachtern zufolge wollte Castro die eingeleiteten Wirtschaftsreformen seines Bruders Raúl gegen Widerstände in den eigenen Reihen in Schutz nehmen. Die Revolution selbst wollte er aber nicht in Frage stellen, so Sweig. Castro-Biograf Carlos Widmann vermutet, dass Fidel zwar weiterhin eher gegen die Raúl’schen Reformen war, inzwischen aber resigniert habe. Seine Äußerungen seien Galgenhumor.
Das seit Ende 2014 aufkommende Tauwetter in den Beziehungen zu den USA sah Castro kritisch. „Wir haben es nicht nötig, dass uns das Imperium etwas schenkt“, war sein zentraler Kommentar zum Besuch von Barack Obama in Kuba im März 2016, dem ersten US-Präsidenten seit 88 Jahren, der dem Land einen offiziellen Besuch abgestattet hatte. Ob es sich um eine gefestigte Ablehnung der Annäherung zwischen beiden Staaten oder um eine Good-Cop-Bad-Cop-Strategie zwischen den Brüdern Raúl und Fidel handelte, blieb unklar.
Bei der Parlamentswahl im Februar 2013 gab er erstmals seit seiner Erkrankung in einem öffentlichen Wahllokal seine Stimme ab und stellte sich Fragen der anwesenden Journalisten. Nach den Wahlen gehörten sowohl Fidel als auch sein Bruder Raúl weiterhin zu den Abgeordneten.

### Tod

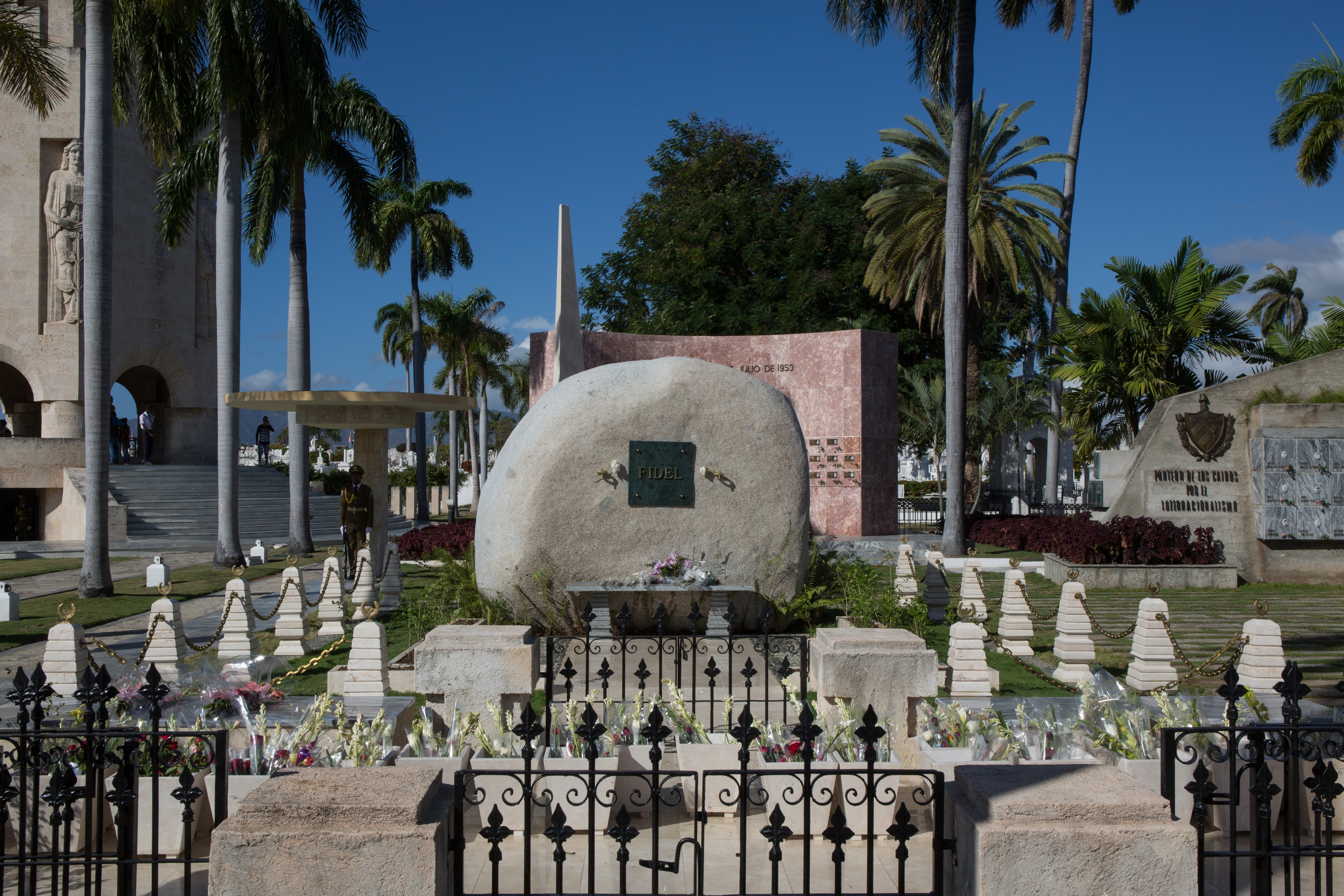
Grabmal in Santa Ifigenia

Fidel Castro starb am späten Abend des 25. November 2016 nach offiziellen Angaben im Alter von 90 Jahren in Havanna. Sein Bruder Raúl verlas anschließend im Fernsehen eine kurze Erklärung, in der er erwähnte, dass der Tote am folgenden Tag auf eigenen Wunsch eingeäschert werde. Die Asche Castros wurde über mehrere Tage hinweg bis nach Santiago de Cuba gebracht. Castros letzte Reise nahm damit die umgekehrte Route der „Karawane der Freiheit“, mit der die Revolutionäre 1959 nach dem Sturz des Diktators Fulgencio Batista nach Havanna eingezogen waren. Die Beisetzung erfolgte nach einer neuntägigen Staatstrauer am 4. Dezember auf dem Cementerio Santa Ifigenia in Santiago de Cuba.

### Reaktionen auf seinen Tod
Nachdem Barack Obama nach Jahrzehnten des US-Boykotts gegen Kuba in seiner Amtszeit als Präsident der Vereinigten Staaten noch zu Lebzeiten Castros wieder diplomatische Kontakte der USA zu Kuba eingeleitet hatte, bezeichnete dessen politischer Gegner und Nachfolger Donald Trump als „President elect“ Castro nach seinem Tod als „einen brutalen Diktator, der sein eigenes Volk fast sechs Jahrzehnte unterdrückte“. Laut Trump hinterlasse Castro ein Vermächtnis von „Erschießungskommandos, Diebstahl, unvorstellbarem Leid, Armut und der Versagung fundamentaler Menschenrechte“.
Der indische Premierminister Narendra Modi hingegen befand: „Indien beweint den Verlust eines großen Freundes. Möge seine Seele in Frieden ruhen.“ Der Präsident Boliviens Evo Morales sagte: „Das Ableben des Bruders Comandante Fidel ist sehr schmerzlich. Die beste Ehrung ist die Einheit der Völker, ist, niemals seinen Widerstand gegen das imperialistische Modell und gegen das kapitalistische Modell zu vergessen“. Südafrikas Präsident Jacob Zuma bekannte: „Ich werde die Solidarität Kubas in der Phase des Kampfes gegen die Apartheid nie vergessen“.
Für die Ex-Präsidentin Brasiliens Dilma Rousseff war Castro „ein zeitgenössischer Visionär, der an den Aufbau einer brüderlichen, gerechten, von Hunger und Ausbeutung freien Gesellschaft glaubte, an ein vereintes und starkes Lateinamerika.“ und die Ex-Präsidentin Argentiniens Cristina Fernández de Kirchner erklärte: „Fidel und Kuba treten endgültig in die große Geschichte ein. Zusammen mit seinem Volk ist er ein Beispiel für Würde und Souveränität.“

### Auszeichnungen, Ehrungen und Denkmäler (Auswahl)
1961 erhielt Fidel Castro den sowjetischen Internationalen Lenin-Friedenspreis.
Am 11. Dezember 2014 wurde ihm der Konfuzius-Friedenspreis verliehen. Das Komitee begründete seine Entscheidung mit Castros „bedeutenden Beiträgen“ zum Weltfrieden.
Um den runden Geburtstag Castros im Jahr 2016 zu feiern, ließ Tabakhändler Jose Castelar am 12. August 2016 in Havanna eine 90 m lange Zigarre rollen und überbot damit die Bestleistung im Guinness-Buch der Rekorde. Er spielte darauf an, dass Castro auf einem bekannten Bild in jüngeren Jahren mit Zigarre im Mund und in Militäruniform abgebildet ist.
Fidel Castro gehört zu den Alten Freunden des chinesischen Volkes. Im November 2022 wurde in Moskau ein drei Meter hohes, aus Bronze bestehendes, Castro-Denkmal durch den russischen Präsidenten Wladimir Putin enthüllt.

## Kritik

### Menschenrechtsverletzungen
In den ersten Jahren von Castros Herrschaft wurden zahlreiche, nach US-amerikanischen Studien einige tausend, politische Gegner inhaftiert und hingerichtet. Gegner Castros wurden als „Konterrevolutionäre“, „Faschisten“ oder „CIA-Agenten“ bezeichnet und ohne Gerichtsverfahren und unter äußerst erbärmlichen Bedingungen inhaftiert. 1965 wurden unter dem Namen „Militärische Einheiten zur Unterstützung der Produktion“ Arbeitslager eingerichtet, die Che Guevara wie folgt begründete: Sie seien für „Menschen, welche Verbrechen gegen die revolutionäre Moral begangen haben“. Später wurden dort auch Kubaner inhaftiert, die nach Castros Definition als „soziale Abweichler“ einschließlich Homosexueller und HIV-Infizierter galten, um so „konterrevolutionäre“ Einflüsse aus Teilen der Bevölkerung zu beseitigen. Die Soziologie-Professorin Marifeli Pérez Stable, die 1960 als Kind aus Kuba kommend in die USA einwanderte und als junge Frau die Revolution unterstützte, reflektiert über die Kosten des Umsturzes: „[Es gab] tausende Exekutionen, vierzig-, fünfzigtausend politische Gefangene. Die Behandlung politischer Gefangener, mit dem was wir heute über Menschenrechte und Menschenrechte betreffende internationale Normen wissen … ist es legitim, die Frage nach möglichen Menschenrechtsverletzungen in Kuba zu stellen.“ Castro gestand zwar ein, dass es auf Kuba politische Gefangene gibt, hielt dies aber für gerechtfertigt, da sie nicht wegen ihrer Ansichten, sondern aufgrund „konterrevolutionärer Verbrechen“ einschließlich Bombenlegung inhaftiert seien.
Fidel Castro beschrieb die kubanische Opposition als illegitimes Ergebnis einer fortschreitenden Konspiration, aufgezogen von Exilkubanern mit Verbindungen zu der Regierung der USA oder der CIA, was faktisch teilweise auch belegt ist (siehe Attentate, Sturzpläne). Castros Unterstützer behaupteten, seine Maßnahmen seien legitim, um den Sturz der kubanischen Regierung zu verhindern, während seine Gegner, die exilkubanische Opposition in den USA und die USA selbst, hinter dieser Darstellung Schuldzuweisungen sehen, um die politischen Verhältnisse zu rechtfertigen.
Amnesty International zählte im Jahresbericht 2006 insgesamt 71 gewaltlose politische Gefangene (prisoners of conscience). Außerdem waren 30 Gefangene zum Tode verurteilt, wobei seit 2003 keine Exekution mehr vollstreckt wurde. Die Internationale Gesellschaft für Menschenrechte berichtet sogar von 300 namentlich bekannten politischen Gefangenen. Sie hat ein Patenschaftsprogramm deutscher Abgeordneter für die Inhaftierten aufgelegt. Unter der Präsidentschaft von Fidel Castros Bruder Raúl wurden die von Amnesty International anerkannten sowie weitere politische Häftlinge bis März 2011 entlassen und sämtliche bestehenden Todesurteile bis Ende 2010 in Haftstrafen umgewandelt.

### Personenkult
Die Ansichten über einen Personenkult um Fidel Castro sind ambivalent. Bis zu seinem Rücktritt war er in den kubanischen Medien ständig präsent. Er war eine Identifikationsfigur der kubanischen Revolution und der politischen Linken. In Kuba selbst wurde er schon zu Lebzeiten kultisch verehrt. Schüler lernen seine Thesen auswendig. Während der Trauerfeier trugen sie „Viva Fidel“ an ihren Wangen, alle riefen „Soy Fidel“ (Ich bin Fidel). Darstellungen Castros sind auf kubanischen Briefmarken zu finden, Bilder von ihm hängen in vielen öffentlichen Gebäuden in Kuba. Es wurden aber keinerlei Statuen oder Denkmäler errichtet, auch wurden keine Straßen oder Plätze nach ihm benannt.
Das soll nach erklärtem Willen Fidels auch nach seinem Tod so bleiben: „Der Revolutionsführer hat jeden Personenkult abgelehnt und war darin bis in seine letzte Lebensstunde konsequent.“ Rund fünf Monate nach seinem Tod wurde dann an der Universität Havanna ein Lehrstuhl für Fidel-Castro-Forschung gegründet. Dort sollen die verschiedenen Aspekte seines Erbes systematisch aufgearbeitet werden.
Kubanische und internationale Künstler widmeten ihm zahlreiche Lieder und Gedichte. Das wohl bekannteste Lied ist „Y en eso llegó Fidel“ von dem kubanischen Liedermacher Carlos Puebla.
In den kubanischen und internationalen Medien wurde er häufig auch als Máximo Líder (Größter Führer) oder Comandante en Jefe (Oberkommandierender) bezeichnet. Nach seinem Rücktritt von seinen offiziellen Ämtern lautete der Titel Líder histórico de la Revolución Cubana („Historischer Führer der kubanischen Revolution“).

### Lebensstil
Juan Reinaldo Sánchez, ein ehemaliger Leibwächter Castros, berichtet in seinem Buch La Vie Cachée de Fidel Castro vom aufwendigen Lebensstil des Revolutionsführers, der im Gegensatz zu seiner kommunistischen Ideologie stehe. So berichtete Sánchez, Castro sei in seiner Zeit als Staatsoberhaupt u. a. Besitzer einer Yacht samt Yachthafen, einer privaten Insel und eines Basketballplatzes gewesen.
Belege für seinen Reichtum und überschwänglichen Lebensstil, z. B. in Form von Kontoauszügen, fehlen. Forbes bestätigte auf Nachfrage, bei der Schätzung seines Privatvermögens den Wert von kubanischen Staatsunternehmen mitgerechnet zu haben. Ignacio Ramonet, ehemaliger Herausgeber der Zeitung Le Monde diplomatique, bescheinigte indes Fidel Castro, den er ab 1975 kannte und mit dem er zahlreiche Interviews führte, die Lebensweise eines „Mönch-Soldaten“: spartanisches Leben, einfaches Mobiliar, gesundes und einfaches Essen.

## Trivia
1992 lud der langjährige Ministerpräsident Galiciens, Manuel Fraga Iribarne, Fidel Castro in den Geburtsort seines Vaters ein. Castro besuchte das Haus, in dem sein Vater 1875 geboren wurde. Wie viele andere Galicier suchte dieser später sein Glück auf Kuba.
Die längste Rede der UN-Plenarsitzungen zwischen 1945 und 1976 hielt am 26. September 1960 Castro. Die Rede auf der 872. Sitzung dauerte 269 Minuten.

## Castros Werke in deutscher Übersetzung (Auswahl)
Chronologisch geordnet
- Fanal Kuba. Reden und Schriften 1960–1962. Dietz Verlag, Berlin 1963.
- Über Che Guevara. 1. Auflage: Voltaire Verlag, Berlin 1967.
- Unsere Stärke liegt in der Einheit. Besuche in der DDR, der UdSSR und in Chile. Dietz Verlag, Berlin 1973.
- Kampf und Tod Salvador Allendes. Pahl-Rugenstein, Köln 1974, ISBN 3-7609-0145-X.
- Ausgewählte Reden zur internationalen Politik 1965–1976. Rotpunktverlag, Zürich 1976, ISBN 3-85869-001-5.
- Ausgewählte Reden. Dietz Verlag, Berlin 1976.
- Briefe 1953–1955. Offizin Andersen Nexö Leipzig, 1984.
- Wenn wir überleben wollen. Die ökonomische und soziale Krise der Welt. Weltkreis-Verlag, Dortmund 1984, ISBN 3-88142-308-7.
- Fidel Castro – Mein Leben (mit Ignacio Ramonet; dt. Barbara Köhler). Rotbuch Verlag, Berlin 2008, ISBN 978-3-86789-128-8.
- Reflexionen. Verlag Wiljo Heinen, Berlin 2008, ISBN 978-3-939828-32-7.
- Die Geschichte wird mich freisprechen. Rotbuch Verlag, Berlin 2009, ISBN 978-3-86789-061-8.
- Der strategische Sieg. Erinnerungen an die Revolution. Verlag Neues Leben, Berlin 2012, ISBN 978-3-355-01800-5.

## Filmische Rezeption
- Richard Fleischer: Che! USA 1969, mit Jack Palance in der Rolle von Fidel Castro
- Oliver Stone: Comandante. Optimum Home Entertainment, London 2002, Dokumentation
- Oliver Stone: Looking For Fidel. 2003, Dokumentation
- David Attwood: Fidel & Che. USA 2002, 123 Min., Drama/Biografie
- Daniel Leconte: Fidel Castro – Der Weg zur Macht. Frankreich 2004, Dokumentation Infos zum Film (Memento vom 2. April 2015 im Internet Archive) Rezension
- Adriana Bosch: Fidel Castro: Eine Ära geht zu Ende. USA 2006, 108 Min., Dokumentation
- Dollan Cannell: 638 Ways to Kill Castro, Channel 4, 75 Minuten